# Титова, Татьяна Николаевна
Татья́на Никола́евна Тито́ва (род. 6 августа 1965 или 1 сентября 1965, Урмарский район, Чувашская АССР), в девичестве Ти́хонова — советская и российская легкоатлетка, специалистка по бегу на длинные дистанции и марафону. Выступала как элитная спортсменка в 1988—2011 годах, победительница и призёрка рада крупных международных стартов на шоссе. Представляла Чувашию. Мастер спорта СССР международного класса (1988).

## Биография
Татьяна Тихонова родилась 6 августа 1965 года в деревне Карак-Сирмы Урмарского района Чувашской АССР.
Занималась лёгкой атлетикой в Школе высшего спортивного мастерства в Чебоксарах. Окончила Чебоксарский электротехникум связи (1994).
Неоднократно выигрывала всероссийские и республиканские первенства, в 1988 году удостоена почётного звания «Мастер спорта СССР международного класса» по лёгкой атлетике.
В 1990 году выиграла бронзовую медаль на чемпионате СССР по ходьбе на 20 км среди женщин в Новополоцке.
Начиная с 1991 года специализировалась на марафоне, в частности в этом сезоне пробежала марафон в Сочи (2:41:50), стала пятой на марафоне в программе Спартакиады народов СССР в Белой Церкви (2:34:21), финишировала тринадцатой на Берлинском марафоне (2:37:13).
В 1992 году одержала победу на Парижском марафоне (2:31:12), заняла 12-е место на Токийском международном женском марафоне (2:36:53) и 38-е место на Осакском международном женском марафоне (2:50:19). Также выиграла полумарафон в Стокгольме и стала третьей на полумарафоне в Стамбуле. Представляла сборную СНГ на чемпионате мира по полумарафону в Ньюкасле — закрыла здесь тридцатку сильнейших.
В 1993 году выиграла Сан-Францисский марафон (2:40:32), показала восьмой результат на Бостонском марафоне (2:37:42). Представляла российскую национальную сборную на Кубке мира по марафону в Сан-Себастьяне, где с результатом 2:44:02 заняла в личном зачёте 39-е место.
В 1994 году была третьей на Сиднейском марафоне (2:43:53), двенадцатой на Пекинском марафоне (2:42:13), семнадцатой на Парижском марафоне (2:38:51). Добавила в послужной список победу на открытом чемпионате России по бегу по шоссе в Адлере в дисциплине 20 км.
В 1995 году выиграла Кливлендский марафон (2:39:25), финишировала третьей на Сиднейском марафоне (2:44:46) и четвёртой на Хьюстонском марафоне (2:34:17). На Кубке мира по марафону в Афинах с результатом 2:49:10 заняла 38-е место в личном зачёте.
В 1996 году победила на марафоне в Колумбусе (2:38:03), была третьей на Сибирском международном марафоне (2:37:11), четвёртой на Кливлендском марафоне (2:36:39), пятнадцатой на Парижском марафоне (2:41:21), тогда как в Хьюстоне сошла с дистанции и не показала никакого результата.
В 1997 году помимо прочего выиграла Питтсбургский марафон (2:37:41), стала второй в Остине (2:41:06), четвёртой в Кливленде (2:36:25) и в Хьюстоне (2:40:17), седьмой на Марафоне городов-близнецов в Сент-Поле (2:44:08), отметилась выступлениями на многих других коммерческих стартах в США.
В 1998 году была четвёртой в Кливленде (2:43:49), девятой в Сент-Поле (2:46:55), пятнадцатой в Сан-Диего (2:54:39).
В 1999 году вновь выиграла Питтсбургский марафон (2:40:00), победила на марафонах в Солт-Лейк-Сити (2:42:38), Хартфорде (2:38:37) и Колумбусе (2:38:12), стала второй в Остине (2:36:03) и восьмой в Хьюстоне (2:44:09).
В 2000 году была лучшей в Остине (2:34:03), второй в Грин-Бей (2:42:13), третьей в Колумбусе (2:40:27), четвёртой в Кливленде (2:37:56), седьмой в Провиденсе (2:49:44).
В 2001 году выиграла марафоны в Грин-Бей (2:38:13) и в Колумбусе (2:33:51). Также стала второй в Кливленде (2:43:37), третьей в Остине (2:37:29), пятой в Лонг-Бич (2:44:27), шестой в Провиденсе (2:42:08), десятой в Сан-Диего (2:40:13).
В 2002 году одержала победу на Калифорнийском международном марафоне (2:33:13), выиграла марафон в Грин-Бей (2:46:55), финишировала второй на Кливлендском марафоне (2:46:22) и восьмой на Лос-Анджелесском марафоне (2:37:16).
В 2003 году вновь заняла первое место на Калифорнийском международном марафоне (2:33:31), была второй в Хартфорде (2:38:05), третьей в Нашвилле (2:32:01), шестой в Дулуте (2:38:28).
В 2004 году выиграла марафон в Сан-Диего (2:29:36), стала второй в Лос-Анджелесе (2:33:39), третьей в Дублине (2:36:04), четвёртой в Уэст-Палм-Бич (2:51:20).
В 2005 году финишировала второй в Хартфорде (2:48:22), восьмой в Лос-Анджелесе (2:37:51), девятой в Сан-Диего (2:40:34), показала двенадцатый результат на Сингапурском марафоне (2:55:35).
В 2006 году была второй на марафоне в Тампе (2:48:18), шестой в Балтиморе (2:42:22), двенадцатой в Бостоне (2:36:57), тринадцатой в Сакраменто (2:51:00), тогда как в Дулуте сошла с дистанции.
В 2007 году выиграла марафон в Тампе (2:51:09), стала третьей в Дулуте (2:39:58) и седьмой в Балтиморе (2:47:22).
В 2008 году заняла третье место на марафоне в Джексонвилл-Бич (2:52:37), пятое место в Балтиморе (2:48:48), седьмое место в Хьюстоне (2:44:58), восьмое место в Лос-Анджелесе (2:51:32).
В 2009 году выиграла марафон в Джексонвилл-Бич (2:41:46), закрыла десятку сильнейших на марафоне в Балтиморе (2:47:23).
В 2010 году была пятой на марафоне в Джексонвилл-Бич (2:39:54) и четырнадцатой на Бабушкином марафоне в Дулуте (2:49:05).
Последний раз выступала в статусе элитной спортсменки в сезоне 2011 года, когда выиграла марафон в Гейнсвилле (3:01:48) и показала десятый результат на марафоне в Джексонвилл-Бич (3:03:21).